# Discovery River Boats
Discovery River Boats était une attraction et un système de transport du parc Disney's Animal Kingdom. Cette attraction consistait en des bateaux faisant le tour de l'île de Discovery Island et marquant des arrêts au Safari Village et à la section sur l'Asie.

## Historique
Les bateaux accostaient à l'origine au Safari Village et dans la section Asie. Depuis le Safari Village, le voyage était un aller simple autour de Discovery Island permettant de s'approcher du Tree of Life, sinon les deux trajets était identiques. Durant ce voyage le capitaine indiquait les choses à regarder le long du trajet tel qu'un dinosaure à Dinoland U.S.A.. Une cave située dans la section Camp Minnie-Mickey contenait un dragon éructant des flammes mais elles ne furent jamais visibles en dehors des tests de pré-ouverture du parc. Cette cave est la preuve d'un projet pour une section sur les animaux mythiques nommée Beastly Kingdom. Ce voyage ressemblait à l'attraction Jungle Cruise.

Cependant plusieurs problèmes ont rebuté les visiteurs, dont un voyage lent et un long temps d'embarquement et de débarquement.
Au printemps 1999, l'attraction est renommée Radio Disney River Cruise et les bateaux sont repeints. Un commentaire pré-enregistré par les DJ de Radio Disney, Just Plain Mark et Zippy, est alors diffusé dans les bateaux. D'après leurs déclarations, l'émission serait diffusée depuis la cime du Tree of Life.
Fin 1999, le voyage est arrêté et seuls les embarcadères prouvent l'existence de cette attraction. (Cette histoire n'est pas sans rappeler les Swan Boats du Magic Kingdom.) L'embarcadère de Safari Village est depuis utilisé comme zone de rencontre avec les personnages Disney tandis que celui d'Asie est un ponton ombragé garni de banc mais avec une rampe condamnée descendant vers l'eau nommé Upcountry Landing par un panneau.

## L'attraction
- Ouverture : 22 avril 1998 (avec le parc)
- Fermeture : 21 août 1999
- Renommage :
  - Discovery River Taxi (en novembre 1998)
  - Radio Disney River Cruise (en mars 1999)
- Nombre de bateaux : 5
- Noms des bateaux :
  - The Darting Dragonfly
  - Otter Nonsense
  - Leaping Lizard
  - Crocodile Belle
  - Hasty Hippo
- Type d'attraction : bateaux propulsés au gaz naturel
- Situation : 28° 21′ 24″ N, 81° 35′ 24″ O